# 横浜市立大道中学校
横浜市立大道中学校（よこはましりつ だいどうちゅうがっこう）は、神奈川県横浜市金沢区大道にある市立中学校。

## 概要
1961年に六浦中学校の分校として開校。1963年に六浦中学校から独立し、金沢区内3番目の中学校として開校した。開校当時は学校周辺には田畑が広がっており、蘭が咲き乱れていたことから、校章には蘭の花がモチーフに採用されている。

## 沿革
- 1959年（昭和34年）3月 - 大道地区六浦中学校分校建設が計画される
- 1961年（昭和36年）9月 - 六浦中学校の分校として、大道分校が開校
- 1963年（昭和38年）5月 - 大道中学校開校
- 1965年（昭和40年）9月 - 体育館兼講堂建設工事着工
- 1966年（昭和41年）1月 - 体育館竣工
- 1966年（昭和41年）11月 - 校旗制定される
- 1969年（昭和44年）3月 - 校歌制定される
- 1971年（昭和46年）9月 - プール完成
- 1975年（昭和50年）4月 - 新校舎完成
- 1979年（昭和54年）11月 - 全校舎改築落成記念式典挙行
- 1991年（平成3年）11月 - 新体育館落成式典挙行
- 1992年（平成4年）2月 - 校庭整備（7月完了）
- 1995年（平成7年）8月 - 男子バスケットバール部全国大会3位
- 2022年（令和4年）8月 - 男子バスケットボール部全国大会ベスト16

（出典：大道中学校公式サイト（ホーム  >  学校紹介  > 沿革） ）

## 著名な卒業生[2]
- 藤堂新二（俳優）
- 金子達仁（スポーツライター・ノンフィクション作家）
- 浅川義治（衆議院議員）
- 田臥勇太（プロバスケットボール選手）
- 矢野喬子（元女子サッカー日本代表）

## 交通アクセス
- 京急逗子線六浦駅下車 徒歩30分
- 京浜急行バス・神奈川中央交通バス「大道中学校前」下車 徒歩3分

## その他
- 亜深海性貝類の産状を示す野島層の露頭：校地内の崖面に露出する上総層群・野島層の露頭。横浜市指定天然記念物[3]。